# Caryophyllia grandis
Espèce
Statut CITES
Caryophyllia grandis est une espèce de coraux appartenant à la famille des Caryophylliidae.